# Gokase
Gokase (五ヶ瀬町?) è una cittadina giapponese della prefettura di Miyazaki.